# Dante Alighieri

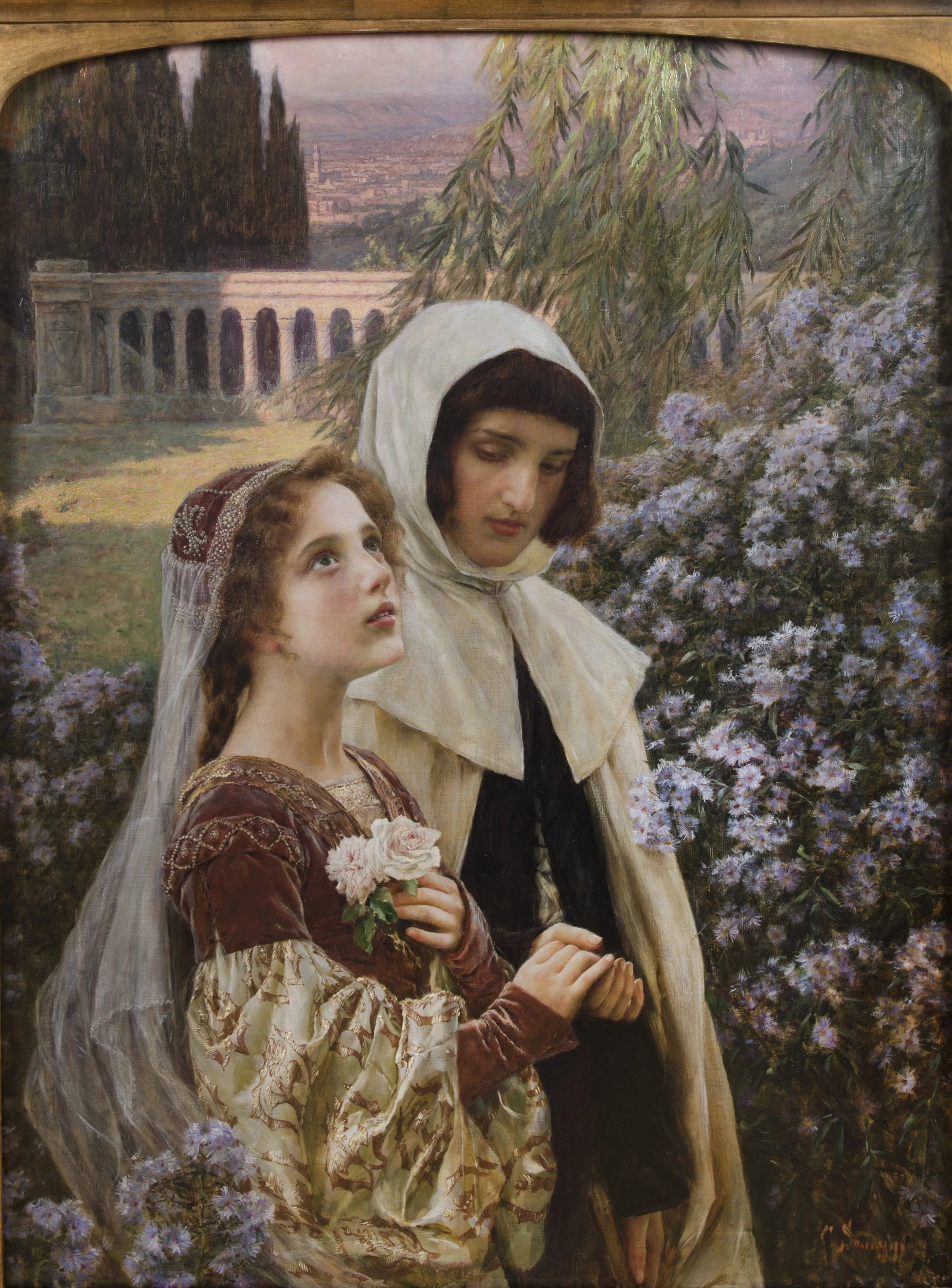
"Dante e Beatrice no jardim", 1903, obra de estilo pré-rafaelita do pintor italiano Cesare Saccaggi.

Dante Alighieri (Florença, entre 21 de maio e 20 de junho de 1265 d.C. – Ravena, 13 ou 14 de setembro de 1321 d.C.) foi um poeta, escritor e político florentino, nascido na atual Itália. É conhecido por sua epopeia A Divina Comédia, um dos primeiros trabalhos do Renascimento, que exerceu forte influência sobre o pensamento humanista. Junto com Petrarca e Boccaccio, é considerado um dos principais nomes da literatura do Trecento, sendo por vezes chamado de il sommo poeta ("o sumo poeta").
Nasceu em Florença, onde viveu a primeira parte da sua vida até ser exilado. No exílio, escreveu sua principal obra, originalmente intitulada Commedia e mais tarde rebatizada com o adjetivo Divina por Boccaccio, nome que se consagrou a partir de 1555.
Seu nome, segundo o testemunho do filho Jacopo Alighieri, era um hipocorístico de "Durante". Nos documentos, era seguido do patronímico "Alagherii" ou do gentílico "de Alagheriis", enquanto a variante "Alighieri" afirmou-se com o advento de Boccaccio.

## Vida

### Primeiros anos de vida e família

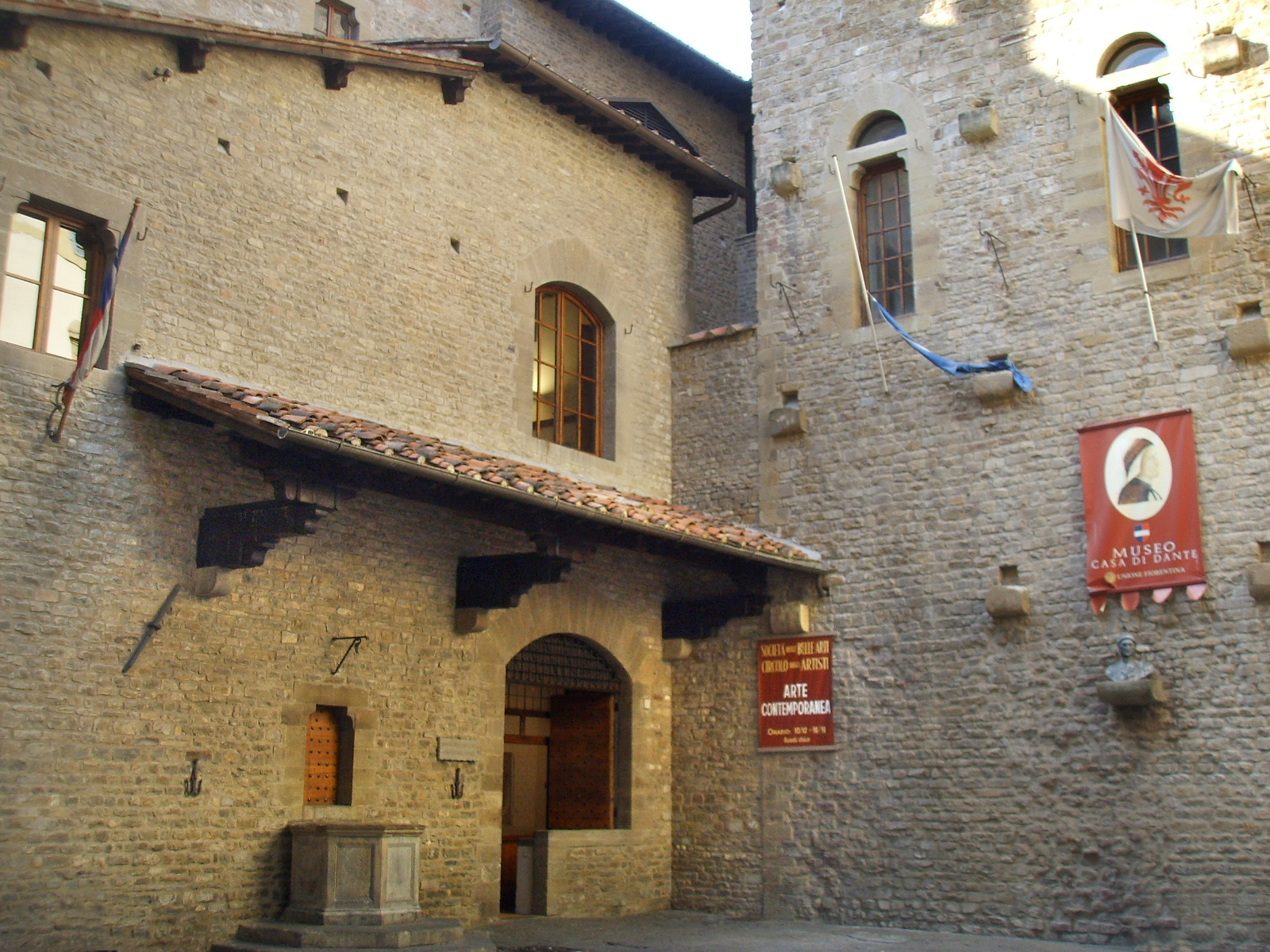
Casa de Dante em Florença

Não há registro oficial da data de nascimento de Dante. Ele informa ter nascido sob o signo de Gêmeos, entre fim de maio e meados de junho. A referência mais confiável é a data de 25 de maio de 1265. Dante, na verdade, é uma abreviação de seu real nome, Durante.
Nasceu numa importante família florentina (cujo apelido era, na realidade, Alaghieri) comprometida politicamente com o partido dos guelfos, uma aliança política envolvida em lutas com outra facção de florentinos: os gibelinos. Os guelfos estavam ainda divididos em "guelfos brancos" e "guelfos negros". Dante, no "Inferno" (XV, 76), pretende dizer que a sua família tem raízes na Roma Antiga, ainda que o familiar mais antigo que se lhe conhece citado pelo próprio Dante, no livro "Paraíso", (XV, 135), seja Cacciaguida do Eliseu, que terá vivido, quando muito, à volta do ano 1100 (o que, relativamente ao próprio Dante, não é muito antigo).
O seu pai, Alighiero di Bellincione, foi um "guelfo branco". Não sofreu, porém, qualquer represália após a vitória do partido gibelino na Batalha da Montaperti. Essa consideração por parte dos próprios inimigos denota, com alguma segurança, o prestígio da família.
A mãe de Dante chamava-se Bella degli Abati, nome algo comentado por significar "a bela dos abades", ainda que Bella seja uma contracção de Gabriella. Morreu quando Dante contava apenas com cinco ou seis anos de idade. Alighiero rapidamente se casou com Lapa di Chiarissimo Cialuffi. Há alguma controvérsia quanto a esse casamento, propondo alguns autores que os dois se tenham unido sem contrair matrimónio, graças a dificuldades levantadas, na época, ao casamento de viúvos. Dela nasceram o irmão de Dante, Francesco, e Tana (Gaetana), sua irmã.
Com a idade de doze anos, em 1277, sua família impôs o casamento com Gemma, filha de Messe Manetto Donati, prática comum — tanto no arranjo quanto na idade — na época. Era dada uma importância excepcional à cerimónia que decorria num ambiente muito formal, com a presença de um notário. Dante teve vários filhos de Gemma. Como acontece, geralmente, com pessoas famosas, apareceram muitos supostos filhos do poeta. É provável, no entanto, que Jacopo, Pietro e Antonia fossem, realmente, seus filhos. Antonia tomou o hábito de freira, com o nome de Irmã Beatriz. Um outro homem, chamado Giovanni, reclamou também a filiação mas, apesar de ter estado com Dante no exílio, restam algumas dúvidas quanto à pretensão.

### Educação e poesia
Pouco se sabe sobre a educação de Dante, presumindo-se que tivesse estudado em casa, de forma autodidata. Sabe-se que estudou a poesia toscana, talvez com a ajuda de Brunetto Latini (numa idade posterior, como se dirá de seguida). A poesia toscana centrava-se na Scuola poetica siciliana, um grupo cultural da Sicília que se dava a conhecer, na altura, na Toscânia. Esse interesse depressa se alargou a outros autores, dos quais se destacam os menestréis e poetas provençais, além dos autores da Antiguidade Clássica latina, de entre os quais elegia, preferencialmente, Virgílio, ainda que também tivesse conhecimento da obra de Horácio, Ovídio, Cícero e, de forma mais superficial, Tito Lívio, Séneca, Plínio, o Velho e outros de que encontramos bastantes referências na Divina Comédia.
É importante referir que durante estes séculos escuros (em italiano Secoli Bui), expressão usada por alguns para referir-se à Idade Média, designando-a como "Idade das trevas" - noção que hoje em dia é rebatida por muitos historiadores que demonstram que essa época foi muito mais rica culturalmente do que aquilo que a tradição pretende demonstrar), a península Itálica era politicamente dividida em um complexo mosaico de pequenos estados, de modo que a Sicília estava tão longe, cultural e politicamente, de Florença quanto a Provença. As regiões do que hoje é a Itália ainda não compartilhavam a mesma língua nem a mesma cultura, também em virtude das vias de comunicação deficitárias. Não obstante, é notório o espírito curioso de Dante que, sem dúvida, pretendia estar a par das novidades culturais a um nível internacional.
Aos dezoito anos, com Guido Cavalcanti, Lapo Gianni, Cino da Pistoia e, pouco depois, Brunetto Latini, Dante lança o Dolce Stil Nuovo. Na Divina Comédia (Inferno, XV, 82), faz-se uma referência especial a Brunetto Latini, onde se diz que terá instruído Dante. Tanto na Divina Comédia como na Vita Nuova depreende-se que Dante se terá interessado por outros meios de expressão como a pintura e a música.
Ainda jovem (18 anos), conheceu Beatrice Portinari, a filha de Folco dei Portinari, ainda que, crendo no próprio Dante, a tenha fixado na memória quando a viu pela primeira vez, com nove anos (teria Beatriz, nessa altura, oito anos). Há quem diga, no entanto, que Dante a viu uma única vez, nunca tendo falado com ela. Não há elementos biográficos que comprovem o que quer que seja.
É difícil interpretar no que consistiu essa paixão, mas, é certo, foi de importância fulcral para a cultura italiana. É sob o signo desse amor que Dante deixou a sua marca profunda no Dolce Stil Nuovo e em toda a poesia lírica italiana, abrindo caminho aos poetas e escritores que se lhe seguiram para desenvolverem o tema do Amor (Amore) que, até então, não tinha sido tão enfatizado. O amor por Beatriz (tal como o amor que Petrarca demonstra por Laura, ainda que numa perspectiva diferente) aparece como a justificativa da poesia e da própria vida, quase se confundindo com as paixões políticas, igualmente importantes para Dante.
Quando Beatriz morreu, em 1290, Dante procurou refúgio espiritual na filosofia da Literatura latina. Pelo Convívio, sabemos que leu a De consolatione philosophiae, de Boécio, e a De amicitia, de Cícero. Dedicou-se, pois, ao estudo da filosofia em escolas religiosas, como a Dominicana de Santa Maria Novella, tanto mais que ele próprio era membro da Ordem Terceira de São Domingos. Participou nas disputas entre místicos e dialécticos, que se travavam, então, em Florença nos meios académicos, e que se centravam em torno das duas ordens religiosas mais relevantes. Por um lado, os franciscanos, que defendiam a doutrina dos místicos (São Boaventura), e, por outro, os dominicanos, que se socorriam das teorias de Tomás de Aquino. A sua paixão "excessiva" pela filosofia é criticada por Beatriz (representando a Teologia), no "Purgatório".

### Carreira política em Florença

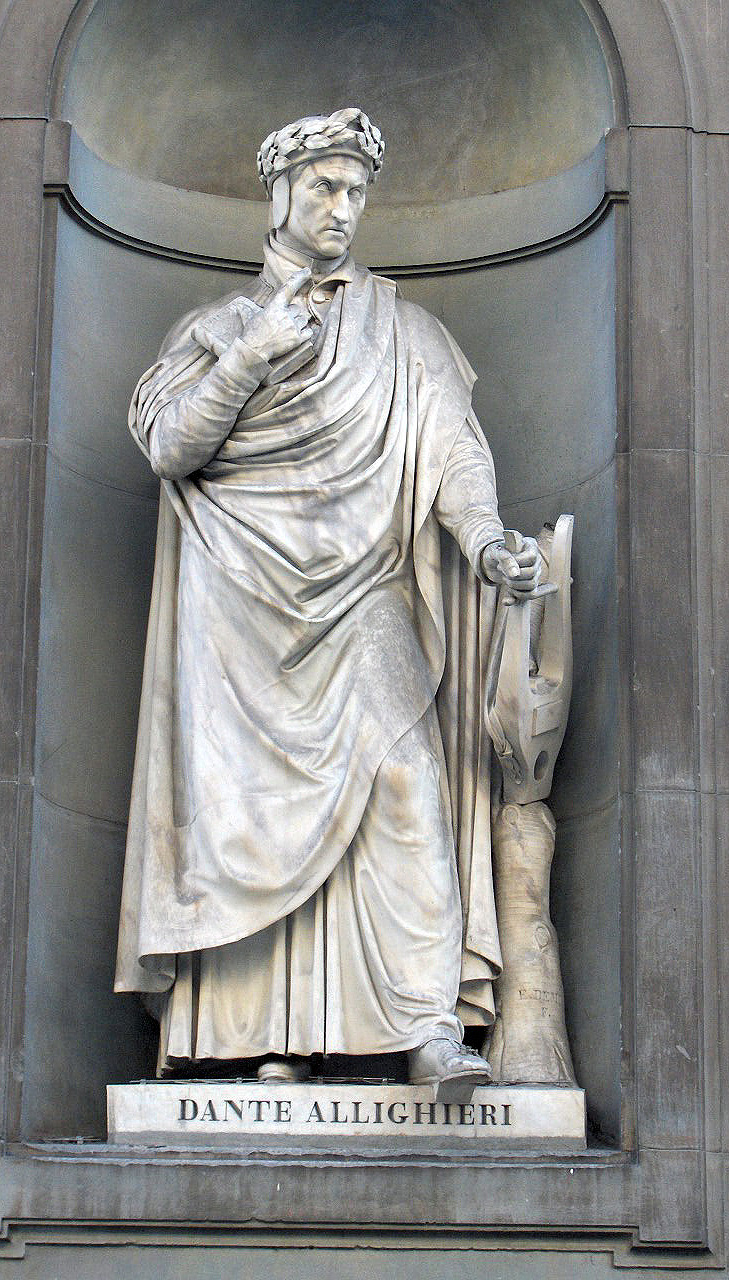
Dante
Estátua na Galleria degli Uffizi

Dante participou, também, na vida militar da época. Em 1289, combateu ao lado dos cavaleiros florentinos, contra os de Arezzo, na batalha de Campaldino, em 11 de junho. Em 1294, estava com os soldados que escoltavam Carlos I, Conde de Anjou (também referido por vezes como Martel) quando este estava em Florença.
Foi, também, médico e farmacêutico; não pretendia exercer essas profissões mas, segundo uma lei de 1295, todo nobre que pretendesse tomar um cargo público devia pertencer a uma das guildas (Corporazioni di Arti e Mestieri - ou seja, "Corporação de Artes e Ofícios"). Ao entrar na guilda dos boticários, Dante podia, assim, ascender à vida política. Esta profissão não era, de todo, inadequada para Dante, já que, na época, os livros eram vendidos nos boticários. De 1295 a 1300, fez parte do "Conselho dos Cem" (o conselho da comuna de Florença), onde fez parte dos seis priores que governavam a cidade.
O envolvimento político de Dante acarretou-lhe vários problemas. O papa Bonifácio VIII tinha a intenção de ocupar militarmente Florença. Em 1300, Dante estava em San Gimignano, onde preparava a resistência dos guelfos toscanos contra as intrigas papais. Em 1301, o papa enviou Carlos de Valois, (irmão de Felipe o Belo, rei de França), como pacificador da Toscânia. O governo de Florença, no entanto, já recebera mal os embaixadores papais, semanas antes, de forma a repelir qualquer influência da Santa Sé. O Conselho da cidade enviou, então, uma delegação a Roma, com o fim de indagar ao certo as intenções do Sumo Pontífice. Dante chefiava essa delegação.

### Exílio e morte
Bonifácio rapidamente enviou os outros representantes de Florença de volta, retendo apenas Dante em Roma. Entretanto, a 1 de novembro de 1301, Carlos de Valois entrava em Florença com os guelfos negros que, por seis dias, devastaram a cidade e massacraram grande número de partidários da facção branca. Instalou-se, então, um governo apoiante dos guelfos negros, e Cante dei Gabrielli di Gubbio foi nomeado Podestà (funcionário público designado pelas famílias mais influentes da cidade). Dante foi condenado, em Florença, ao exílio por dois anos, além de ser condenado a pagar uma elevada multa em dinheiro. Ainda em Roma, o papa "sugeriu-lhe" que aí se mantivesse, sendo considerado, a partir de então, um proscrito. Não tendo pago a multa, foi, por consequência, condenado ao exílio perpétuo. Se fosse, entretanto, capturado por soldados de Florença, seria sumariamente executado, queimado vivo.
O poeta participou em várias tentativas para repor os guelfos brancos no poder; em Florença, no entanto, devido a diversas traições, todas falharam. Dante, amargurado com o tratamento de que foi alvo por parte dos seus inimigos, afligia-se também com a inacção dos seus antigos aliados. Declarou solenemente, na altura, que pertencia a um partido com um único membro. Foi nesta altura que começou a fazer o esboço do que viria a ser a "Divina Comédia", poema constituído por 100 cantos, divididos em três livros ("Inferno", "Purgatório" e "Paraíso") com 33 cantos cada (exceptuando o primeiro livro que, dos seus 34 cantos, o primeiro é considerado apenas como Canto introdutório).
Foi para Verona, onde foi hóspede de Bartolomeo Della Scala; mudou-se para Sarzana (Ligúria), e, depois, supõe-se que terá vivido algum tempo em Lucca com Madame Gentucca, que o acolheu de forma calorosa (o que, mais tarde, será referido de forma agradecida no Purgatório XXIV,37). Algumas fontes afirmam que teria estado em Paris, entre 1308 e 1310.[carece de fontes?] Outras fontes, menos credíveis, porém, dizem que teria ido até Oxford.[carece de fontes?]
Em 1310, Henrique VII do Luxemburgo invadiu a Itália. Dante viu nele a hipótese de se vingar. Escreveu-lhe, bem como a vários príncipes italianos, cartas abertas onde incitava violentamente à destruição do poderio dos guelfos negros. Misturando religião e assuntos privados, invocou a ira divina sobre a sua cidade, sugerindo como alvo principal do desagrado de Deus os seus mais tenazes inimigos pessoais.
Em Florença, Baldo d'Aguglione perdoou a maior parte dos guelfos brancos que estavam no exílio, permitindo-lhes o seu regresso. Dante, no entanto, tinha ultrapassado largamente os limites toleráveis para o partido negro nas suas cartas a Henrique VII, pelo que o seu regresso não foi permitido.

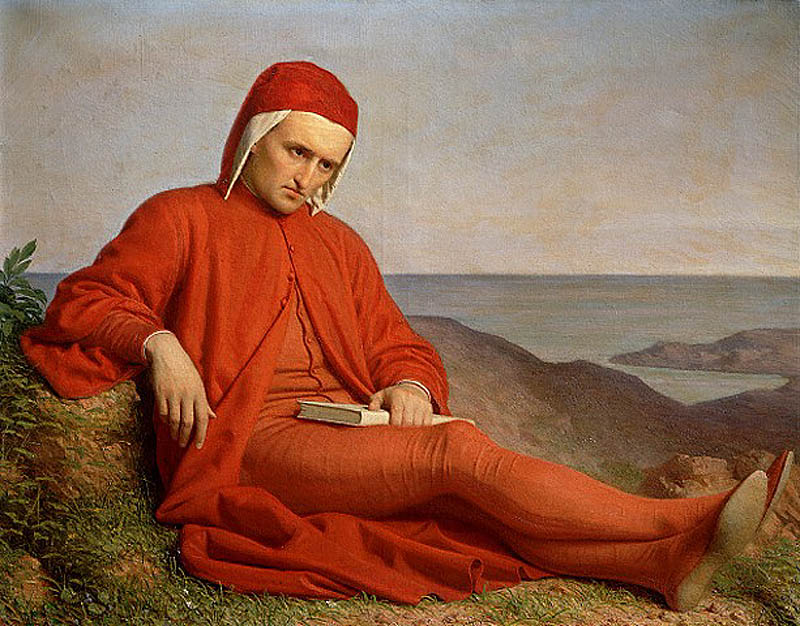
Dante no exílio
Autor desconhecido, Palácio Pitti

Em 1312, Henrique assaltou Florença, derrotando os "guelfos negros". Não há, no entanto, qualquer evidência de uma possível participação de Dante no evento. Há quem diga que Dante se recusou a participar num ataque à sua cidade ao lado de um estrangeiro. Outros, porém, sugerem que o seu nome se tinha tornado incómodo para os próprios "guelfos brancos", pelo que qualquer traço da sua passagem foi prontamente apagado para a posteridade. Em 1313, com a morte de Henrique, morreu também a esperança de Dante de rever a sua cidade. Voltou para Verona onde Cangrande I della Scala, o Senhor de Verona, lhe permite viver seguro, confortável e, presume-se, com alguma prosperidade. Cangrande é um dos personagens admitidos por Dante no seu Paraíso (XVII, 76).
Em 1315, Florença foi obrigada, por Uguccione della Faggiuola (oficial militar que controlava a cidade) a outorgar amnistia a todos os exilados. Dante constava na lista daqueles que deveriam receber o perdão. No entanto, era exigido que estes pagassem uma determinada multa e, acima de tudo, que aceitassem participar numa cerimónia de cariz religioso onde se retractariam como ofensores da ordem pública. Dante recusou-se a semelhante humilhação, preferindo o exílio.
Quando Uguccione derrotou, finalmente, Florença, a sentença de morte que recaía sobre Dante foi comutada numa pena de prisão, sob a única condição de que teria de ir a Florença jurar solenemente que jamais entraria na cidade. Dante não foi. Como resultado, a pena de morte estendeu-se aos seus filhos.
Dante ainda esperou, mais tarde que fosse possível ser convidado por Florença a um regresso honrado. O exílio era como que uma segunda morte, privando-o de muito do que formava a sua identidade. No Canto XVII, 55-60, do Paraíso, Dante refere o quanto era dolorosa para si a vida de exilado, quando o seu trisavô, Cacciaguida, lhe "profetiza" aquilo que o espera:
| Paraíso (Canto XVII) Italiano | Paraíso (Canto XVII) Português * |
| --- | --- |
| "… Tu lascerai ogne cosa diletta più caramente; e questo è quello strale che l'arco de lo essilio pria saetta. Tu proverai sì come sa di sale lo pane altrui, e come è duro calle lo scendere e 'l salir per l'altrui scale …" | "… Deixarás toda a causa a mais querida; Chaga primeira de tormentos cheia; Do desterro pelo arco produzida.. Sentirás quanto amarga; quanto anseia; O sal de estranho pão; que é dura estrada; Subir, descer degraus de escada alheia …" |

 * Tradução retirada de J. P Xavier Pinheiro (Série Ouro)
Quanto à esperança de um dia voltar a Florença, Dante descreve o seu sentimento melancólico, como se já estivesse resignado a essa impossibilidade, no Canto XXV, 1-9 do Paraíso:
| Paraíso (Canto XXV) Italiano | Paraíso (Canto XXV) Português * |
| --- | --- |
| "Se mai continga che 'l poema sacro al quale ha posto mano e cielo e terra, sì che m'ha fatto per molti anni macro, vinca la crudeltà che fuor mi serra del bello ovile ov'io dormi' agnello, nimico ai lupi che li danno guerra; con altra voce omai, con altro vello ritornerò poeta, e in sul fonte del mio battesmo prenderò 'l cappello …" | "Se acontecer que o poema sagrado, em que céu e terra puseram mão, (magro me fez, de tanto ano passado) Vencer a crueldade que em prisão me exila do redil onde, cordeiro, dormi, oposto aos lobos que o atacam; Voz e pêlo distinto do primeiro terei, chegando poeta, e me façam a testa ornar com folha de loureiro …" |

 * Tradução livre, feita pelo editor da primeira versão deste artigo na Wikipédia Lusófona

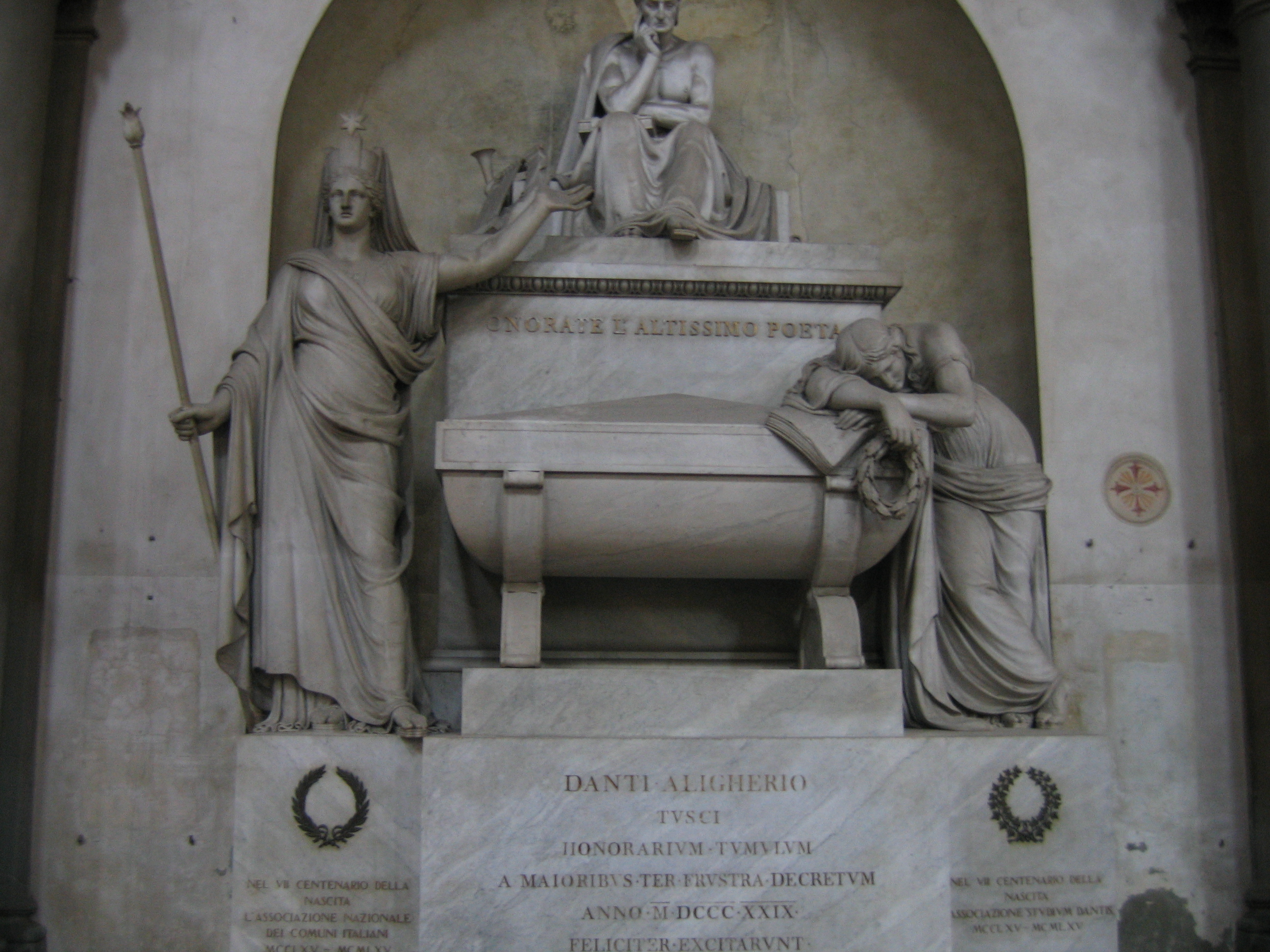
Cenotáfio de Dante
Esculpida por Pietro Lombardo, Florença

É claro que isto nunca aconteceu. Os seus restos mortais mantêm-se em Ravena, não em Florença.
Guido Novello da Polenta, príncipe de Ravena, convidou-o para aí morar, em 1318. Dante aceitou a oferta. Foi em Ravenna que terminou o "Paraíso" e, pouco depois, falecia, talvez de malária, em 1321, com 56 anos, sendo sepultado na Igreja de San Pier Maggiore (mais tarde chamada Igreja de San Francesco). Bernardo Bembo, pretor de Veneza, decidiu honrar os restos mortais do poeta, erigindo-lhe um monumento funerário de acordo com a dignidade de Dante Alighieri.
Na sepultura, constam alguns versos de Bernardo Canaccio, amigo de Dante, onde se refere a Florença com os seguintes termos:
parvi Florentia mater amoris
"Florença, mãe de pequeno amor"
Posteriormente, Florença chegou a lamentar o exílio de Dante e fez repetidos pedidos para o retorno de seus restos mortais. Os responsáveis pela guarda de seu corpo em Ravenna se recusaram a cumprir, chegando ao ponto de esconder os ossos em uma parede falsa do mosteiro. No entanto, em 1829, um túmulo foi construído para ele em Florença, na basílica de Santa Cruz. Esse cenotáfio está vazio desde então, com o corpo de Dante remanescendo em Ravenna, longe da terra que ele amava tão ternamente. Em frente do seu túmulo em Florença lê-se Onorate l'altissimo poeta - que pode ser traduzido como "Honra ao poeta mais exaltado". A frase é uma citação do quarto canto do Inferno, representando as boas-vindas de Virgílio quando ele volta entre os grandes poetas antigos passando a eternidade no limbo. A continuação da linha, L'ombra sua torna, ch'era dipartita ("seu espírito, que tinha nos deixado, volta"), é uma lamúria ao túmulo vazio.
Em 2007, a reconstrução do rosto de Dante foi concluída em um projeto colaborativo. Artistas da Universidade de Pisa e engenheiros da Universidade de Bolonha em Forli completaram o modelo revelador, que indicou que as características de Dante eram um pouco diferentes do que se pensava.

## Obras

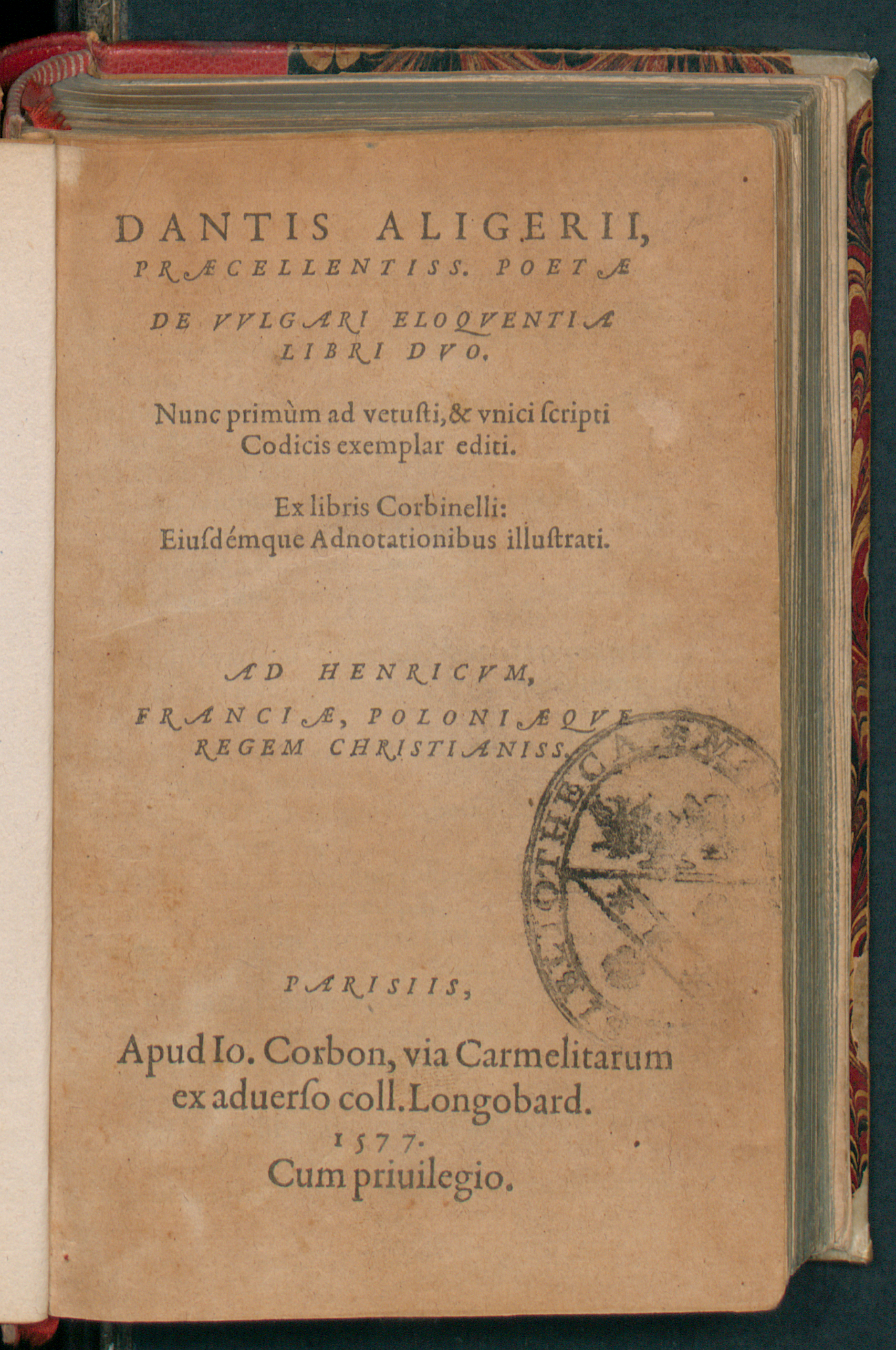
De vulgari eloquentia, 1577

A Divina Comédia escreve uma viagem de Dante através do Inferno, Purgatório, e Paraíso, primeiramente guiado pelo poeta romano Virgílio (símbolo da razão humana), autor do poema épico Eneida, através do Inferno e do Purgatório e, depois, no Paraíso, pela mão da sua amada Beatriz – símbolo da graça divina – com quem, presumem muitos autores, nunca tenha falado e, apenas visto, talvez, de uma a três vezes).
Em termos gerais, os leitores modernos preferem a descrição vívida e psicologicamente interessante para a sensibilidade contemporânea do "Inferno", onde as paixões se agitam de forma angustiada num ambiente quase cinematográfico. Os outros dois livros, o Purgatório e o Paraíso, já exigem outra abordagem por parte do leitor: contêm subtilezas ao nível filosófico e teológico, metáforas dificilmente compreensíveis para a nossa época, requerendo alguma pesquisa e paciência. O Purgatório é considerado, dos três livros, o mais lírico e humano. É interessante verificar que é, também, aquele onde aparecem mais poetas. O Paraíso, o mais pesadamente teológico de todos, está repleto de visões místicas, raiando o êxtase, onde Dante tenta descrever aquilo que, confessa, é incapaz de exprimir (como acontece, aliás, com muitos textos místicos que fazem a história da literatura religiosa). O poema apresenta-se, como se pode ver num dos excertos acima, como "poema sagrado" o que demonstra que Dante leva muito a sério o lado teológico e, quiçá, profético, da sua obra. As crenças populares cristãs adaptaram muito do conceito de Dante sobre o inferno, o purgatório e o paraíso, como por exemplo o fato de cada pecado merecer uma punição distinta no inferno. A Comédia é o maior símbolo literário e síntese do pensamento medieval, vivido pelo autor.

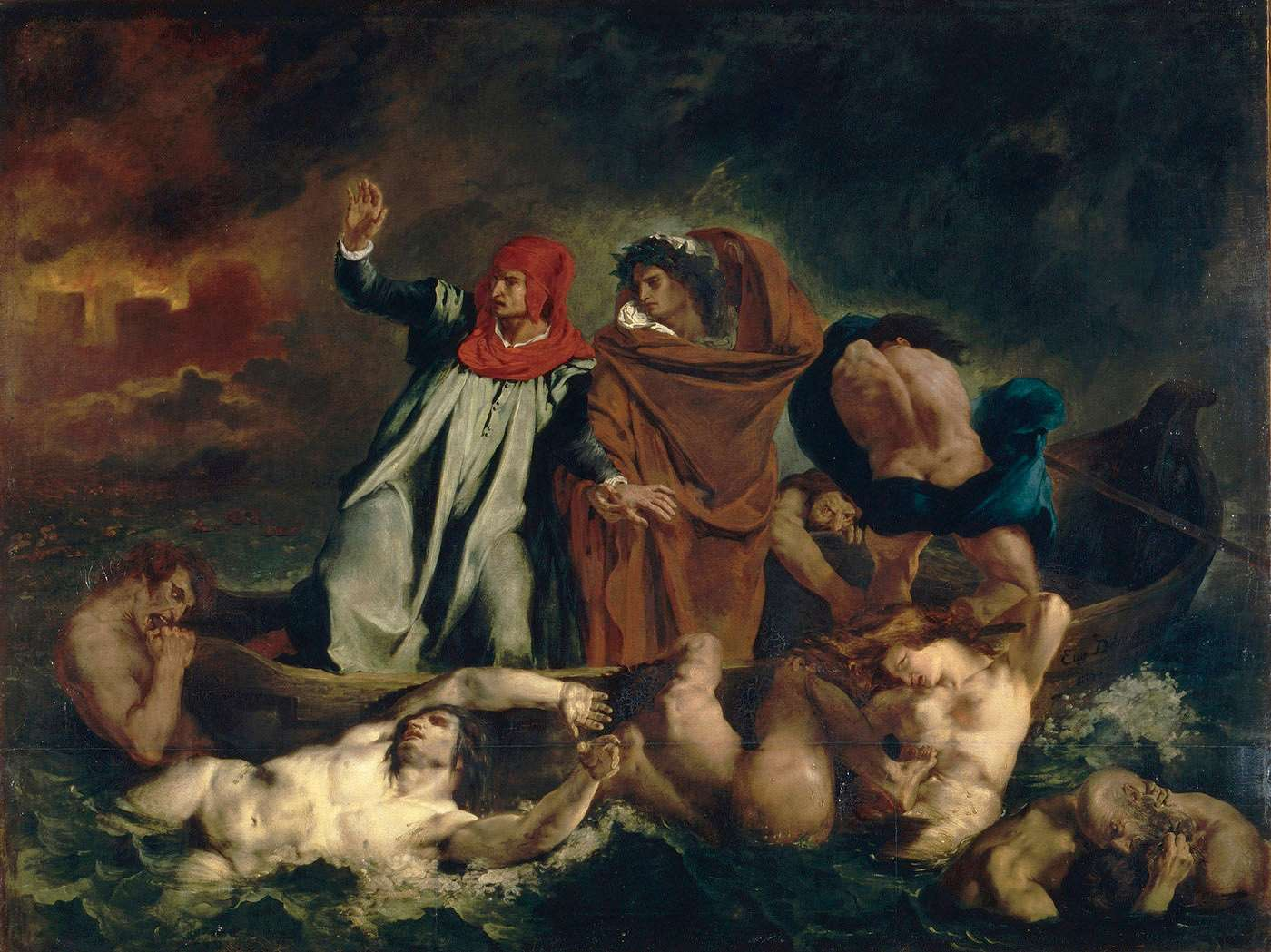
Dante e Virgílio no inferno
Por Eugène Delacroix, Museu do Louvre

O poema chama-se "Comédia" não por ser engraçado mas porque termina bem (no Paraíso). Era esse o sentido original da palavra Comédia, em contraste com a Tragédia, que terminava, em princípio, mal para os personagens.
Dante escreveu a "Comédia" no seu dialeto local. Ao criar um poema de estrutura épica e com propósitos filosóficos, Dante demonstrava que a língua toscana (muito aproximada do que hoje é conhecido como língua italiana, ou língua vulgar, em oposição ao latim, que se considerava como a língua apropriada para discursos mais sérios) era adequada para o mais elevado tipo de expressão, ao mesmo tempo que estabelecia o Toscano como dialecto padrão para o italiano.
Outras obras importantes do autor são:

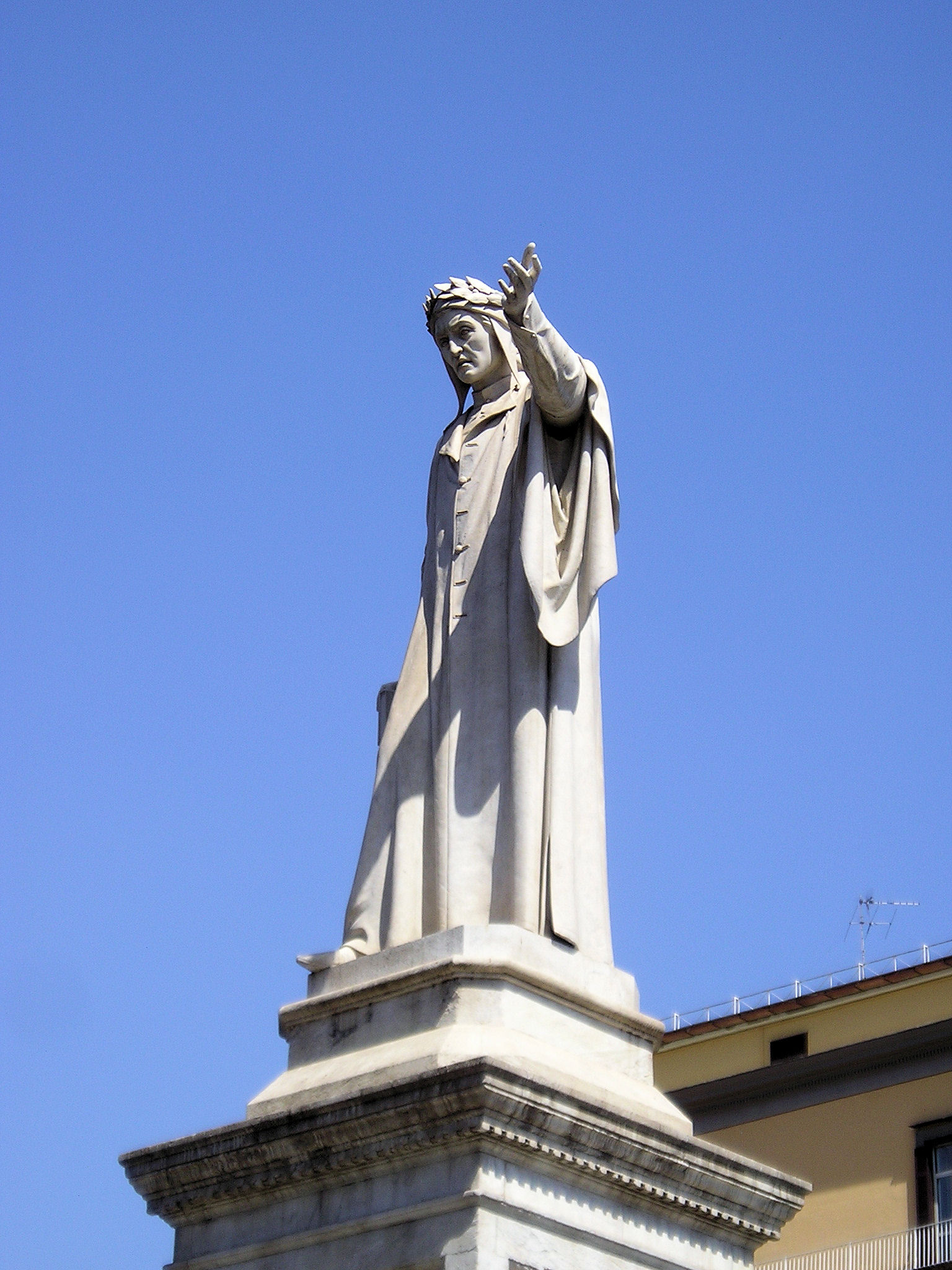
Dante
Estátua na Piazza Dante, Nápoles

- De vulgari eloquentia ("Sobre a Língua vulgar", escrita, curiosamente, em latim);
- Vita Nuova ("Vida Nova"), onde insere sonetos, comentados, onde narra a história do seu amor por Beatriz. A língua utilizada é a toscana, tanto para os poemas (o que não é grande novidade, já que muitas obras líricas tinham sido escritas em língua vulgar) como para os comentários que, pelo seu carácter mais teórico, já inovam ao prescindir do latim.
- Le Rime - "As rimas", também chamadas de "Canzoniere", onde aparecem vários textos de cariz lírico (sonetos, canções, baladas, sextinas…), onde, novamente, canta o amor idealizado (amor platónico), Beatriz, bem como a Ciência, a Filosofia, a Moral (num sentido alargado do termo);
- Il Convivio - "O Convívio", de carácter filosófico, é apresentado pelo poeta como um banquete com 14 pratos (simbolizando as canções), acompanhados do pão (os comentários). Faz parte das obras que pretendem dignificar a língua vulgar, tanto mais que Dante chega aqui a citar autores tão importantes como Aristóteles ou São Tomás de Aquino;
- De Monarchia - "Monarquia", onde expõe as suas ideias políticas. O livro, escrito em latim possivelmente entre 1310 e 1314, defende a supremacia do poder temporal sobre o poder papal, lembrando que até Jesus Cristo ressaltou que não desejava o poder temporal. Ao final, recomenda que ambos respeitem-se um ao outro, obedecendo àquele "que é o único governador de todas as coisas, espirituais e temporais";[6]
- Outras obras, consideradas menores, como "As Epístolas", "Éclogas" e "Quaestio de aqua et terra".

Nota: Quando nos referimos a excertos da Divina Comédia, indicamos primeiro o livro (por exemplo, "Inferno"), depois o Canto, em numeração romana; e, finalmente, em algarismos indo-arábicos, os versos (que aparecem numerados na maior parte das edições da obra).

## Reabilitação
Em julho de 2008, o Comitê Cultural de Florença revogou o exílio e concedeu a seus herdeiros, como forma de compensação a mais alta honraria da cidade, Il Fiorino D'Oro. A proposta, aprovada na câmara de vereadores da cidade,foi apresentada pelo vereador Enrico Bosi, do Partido Povo da Liberdade, tendo sido aprovada por apenas um voto acima do quórum mínimo, uma vez que recebeu oposição de muitos vereadores da esquerda, que a consideraram apenas uma forma de beneficiar o único herdeiro vivo de Dante, Peralvise Serego Alighieri, um produtor de vinho da região de Valpolicella.

## Imagens de Dante
Dante foi homenageado por grandes artistas ao longo dos séculos. Em 2007, cientistas italianos da Universidade de Bologna recriaram a face de Dante. Crê-se que o modelo seja o mais próximo possível de sua verdadeira aparência. Seu retrato, feito por Sandro Botticelli, foi usado como base junto ao crânio.Neste retrato de Botticelli, Dante esta usando cappuccio, um gorro vermelho trançado com abas nas orelhas. Nesta representação Botticelli acrescentou uma coroa de louros por expertise em artes poéticas. Um símbolo tradicional emprestado da Grécia Antiga e até hoje usando em cerimônias de premiação de poetas laureados e ganhadores do prêmio Nobel.  

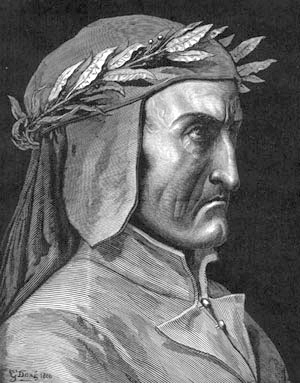
Dante por Gustave Doré
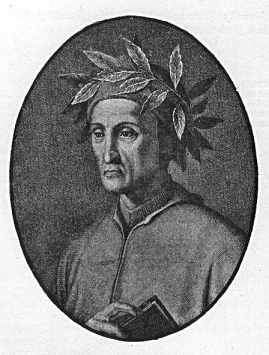
Dante Galeria de Retratos da Universidade do Texas
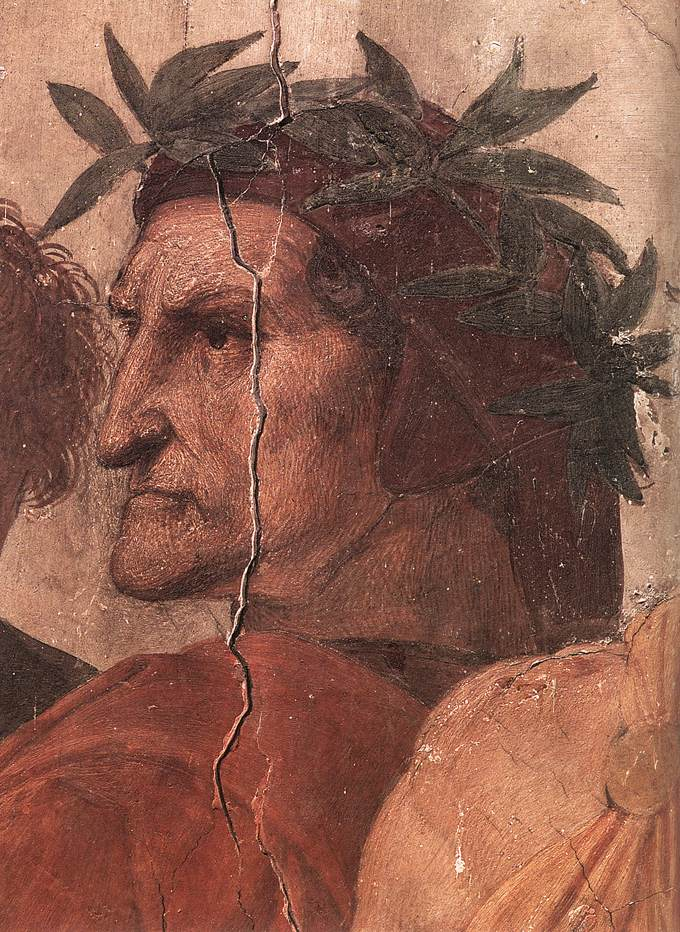
A Disputa Por Rafael, Stanza della Segnatura
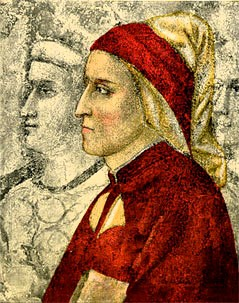
Dante Capela Bargello, por Giotto di Bondone